# Понужиця
Понужиця (пол. Ponurzyca) — село в Польщі, у гміні Целестинув Отвоцького повіту Мазовецького воєводства.
Населення — 234 особи (2011).

## Демографія
Демографічна структура станом на 31 березня 2011 року:
|          | Загалом | Допрацездатний вік | Працездатний вік | Постпрацездатний вік |
| -------- | ------- | ------------------ | ---------------- | -------------------- |
| Чоловіки | 115     | 15                 | 71               | 29                   |
| Жінки    | 119     | 21                 | 52               | 46                   |
| Разом    | 234     | 36                 | 123              | 75                   |